# دی‌متیل‌اوره
دی‌متیل‌اوره (به انگلیسی: Dimethylurea) با فرمول شیمیایی C۳H۸ N۲O یک ترکیب شیمیایی است. که جرم مولی آن ۸۸٫۱۰۸ g/mol می‌باشد. شکل ظاهری این ترکیب، جامد بی رنگ است.